# نيك هينجمان
نيك هينجمان (بالسلوفينية: Nik Henigman)‏ مواليد 4 ديسمبر 1995 في ليوبليانا، هو لاعب كرة يد سلوفيني يلعب كظهير أيسر. يلعب حاليا مع نادي ريبنيكا لكرة اليد ويحمل الرقم 15. مثل منتخب سلوفينيا لكرة اليد. شارك في دورة الألعاب الأولمبية الصيفية سنة 2016.

## سجل المنافسة
شارك في البطولات التالية:
- الألعاب الأولمبية الصيفية 2016

## روابط خارجية
- نيك هينجمان على موقع الاتحاد الدولي لكرة اليد (الإنجليزية)
- نيك هينجمان على موقع الاتحاد الأوروبي لكرة اليد (الإنجليزية)
- نيك هينجمان على موقع اللجنة الأولمبية الدولية (الإنجليزية)
- نيك هينجمان على موقع أوليمبيديا (الإنجليزية)